# Kattensloot

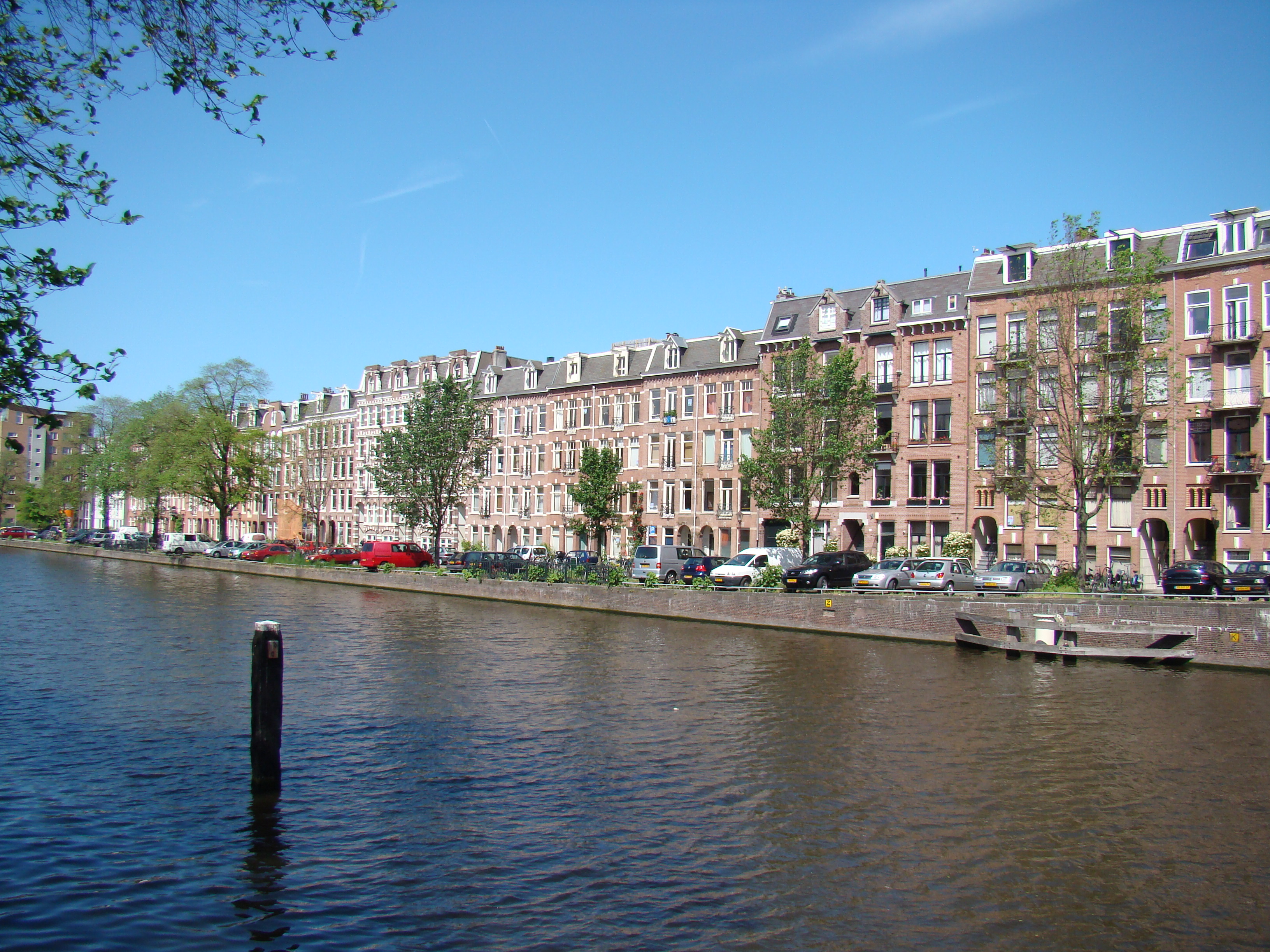
Kattensloot met de Jacob Catskade.

De Kattensloot is een kanaal in Amsterdam-West, tussen de Singelgracht en de Kostverlorenvaart. Oorspronkelijk lag hier een smalle weersloot, de Kattensloot. Het is niet zeker waar de naam vandaan komt, de naam kan verwijzen naar de naam van de molen De Kat die op een nabijgelegen bolwerk heeft gestaan.
Aan beide zijden van het water loopt de Jacob Catskade. De Kattenslootbrug in de Nassaukade overspant dit kanaal bij de Singelgracht.

## Staande Mastroute
De Kattensloot maakt deel uit van de scheepvaartroute Staande Mastroute, die loopt vanaf het IJ naar Zuid-Holland. De route volgt grotendeels de Kostverlorenvaart, met uitzondering van het noordelijkste deel. Hier volgt het niet de relatief smalle Kostverlorenvaart door de Staatsliedenbuurt maar de verbrede Kattensloot.